# Matt Zemlin
 Matthias Zemlin  (Hamburg, 11 de setembre de 1980) és un actor, productor, pianista, compositor i director.
Productor i director els crèdits del qual inclouen la producció europea Dirty money (2013) i produccions de Bollywood com Wanted (2009), Aakrosh (2010), Dabangg (2010) i Rockstar (2011) que es va distribuir internacionalment
Mat Zemlin repetidament ha aparegut en espectacles de la televisió alemanya com Einsatz in Hamburg i papers en pel·lícules de produccions internacionals com Brain Dead (2007),The Sky Has Fallen (2009), Henri 4 (2010), King of the Underground (2011) i Closer Than Love (2013).

## Filmografia
Director
- 2013: Dirty Money[9][10]

Actor
- 1989: Dieter & Andreas
- 2007: Braindead[11]
- 2008: Einsatz in Hamburg (sèrie de TV)[12]
- 2009: The Sky Has Fallen[13]
- 2010: Henri 4[14]
- 2010: Kiss & Kill[15]
- 2010: Backyard Story
- 2010: Bad Hero[16]
- 2011: King of the Underground[17]
- 2013: Closer Than Love[18]
- 2013: Deaf Spoof

Productor
- 2009: Wanted[19]
- 2010: Bad Hero
- 2010: Aakrosh
- 2010: Dabangg
- 2011: Desi Boyz
- 2011: Rockstar
- 2012: Fools on the Hill

Pianista
- 2009: Evocator
- 2010: Bad Hero
- 2012: Plan de 40 Puntos

Compositor;
- 2009: Evocator[20]
- 2010: Bad Hero
- 2012: Plan de 40 Puntos
- 2013: Dance All Night
- 2013: Sumeria